# 由愛典子
由愛 典子（ゆめ のりこ、1977年8月19日 - ）は、日本の舞台女優、ナレーター。血液型はA型。

## 人物
劇団ひまわり出身。舞台「横浜夢座」（座長・五大路子）に旗揚げ時から参加している。

## 出演

### 舞台
横浜夢座
- 第1回公演 横浜行進曲
- 第2回公演 奇跡の歌姫「渡辺はま子」
- 第3回公演 横浜會芳樓
- 第4回公演 憂いも辛いもいろはにほへと －長谷川伸八景－
- 第5回公演 沢村春花一座奮闘記 〜星月夜・ハマ野乃春花〜
- 第6回公演 ヨコハマ・キネマホテル
- 第7回公演 山本周五郎の妻
- 第8回公演 横浜夢座10周年記念 憂いも辛いもいろはにほへと －長谷川伸八景－
- 第9回公演 ジャンジャン花月園
- 第10回公演 野毛武蔵屋 〜三杯屋の奇跡〜
- 第11回公演 俣野町700番地 夢の国
- 第12回公演 終戦70周年企画／横浜夢座15周年記念 奇跡の歌姫「渡辺はま子」

### 劇場アニメ
- 宇宙戦艦ヤマト 復活篇（2009年、東宝） - 古代雪 役[3][4]

### テレビ番組
- かながわらく楽ウォーキング（横浜ケーブルビジョン株式会社） - ナビゲーター[5]

### イベント
- 第30回南総里見まつり（2011年） - 伏姫 役[6]